# Ensidesa
«Енсідеса» (ісп. Ensidesa, абревіатура від Empresa Nacional Siderúrgica Sociedad Anónima) — колишня державна металургійна компанія у Іспанії. Була заснована 1950 року. Володіла металургійним заводом повного циклу у місті Авілес на півночі Іспанії. У другій половині 1980-х років була однією з трьох основних компаній чорної металургії Іспанії — поряд з приватною компанією «Альтос-Орнос-де-Біскайя» і державною металургійною компанією «Альтос-Орнос-дель-Медітерранео». 1994 року перейменована на «CSI» (Corporación Siderúrgica Integral). 1997 року, об'єднанням з компанією «Альтос-Орнос-де-Біскайя» було утворено металургійну компанію «Aceralia», що на початку 2000-х років була приєднана до компанії «Arcelor».

## Історія
Активи металургійного комбінату, побудованого компанією у 1950-х роках у місті Авілес за останнім словом тогочасної техніки, перевищували активи всіх інших підприємств чорної металургії Іспанії разом взятих. Перша доменна піч цього комбінату стала до ладу у 1957 році. У 1965 році на комбінаті працювало 3 доменних печі, 5 конвертерів, коксові батареї, 3 прокатних стани. Перший етап будівництва металургійного заводу, що завершився у середині 1960-х років, передбачав 1,4 млн т сталі і 750 тис. т прокату. На другому етапі, завершення якого планувалося на 1970 рік, виробництво сталі мали довести до 3 млн т на рік.
У 1960-х роках компанія побудувала завод з виробництва аміаку і азотних добрив, велику ТЕС, вона контролювала вугільну й залізорудну компанії.
1973 року компанія «Енсідеса» об'єдналася з напівприватною і напівдержавною компанією «Унінса», утворивши нову монополію з переважною участю державного капіталу й потужністю 6 млн т сталі на рік.
У квітні 1982 року працівники шахт компанії «Ендідеса» взяли участь у загальному страйку 200 тис. робітників компаній чорної металургії Іспанії.
1997 року внаслідок об'єднання компанії «Енсідеса» з компанією «Альтос-Орнос-де-Біскайя» було утворено металургійну компанію «Aceralia». На початку 2000-х років вона була приєднана до компанії «Arcelor», що в свою чергу після об'єднання з компанією «Mittal Steel» ввійшла до складу компанії «ArcelorMittal».